# Siergiej Samodin
Siergiej Aleksandrowicz Samodin, ros. Сергей Александрович Самодин (ur. 14 lutego 1985 w Stawropolu) – rosyjski piłkarz, grający na pozycji napastnika.

## Kariera piłkarska

### Kariera klubowa
Jest wychowankiem miejscowych DJuSSz-4 i SzOR (pierwszy trener Nikołaj Szwydkij). W 2001 rozpoczął karierę piłkarską w FK Krasnodar-2000. W następnym roku zaproszony do CSKA Moskwa. Jednak przez wysoką konkurencję nie potrafił przebić się do podstawowej jedenastki i występował w drużynie rezerwowej. W 2006 został wypożyczony do Spartaka Niżny Nowogród. Na początku 2007 roku przeszedł do ukraińskiego Dnipra Dniepropetrowsk, który w całości wykupił jego kontrakt od CSKA. Latem 2010 został wypożyczony do Arsenału Kijów. Latem 2011 ponownie został wypożyczony, tym razem do Krywbasa Krzywy Róg. Podczas przerwy zimowej sezonu 2011/12 klub wykupił transfer piłkarza. 20 czerwca 2013 roku przeszedł do Czornomorca Odessa. W styczniu 2014 powrócił do Rosji, gdzie już 12 stycznia podpisał 2,5-letni kontrakt z Mordowią Sarańsk. Następnie grał w takich klubach jak: Tom Tomsk, Jenisej Krasnojarsk, Krylja Sowietow Samara i ponownie Szynnik.

## Kariera reprezentacyjna
Jest zawodnikiem młodzieżowej reprezentacji Rosji.

## Sukcesy i odznaczenia

### Sukcesy klubowe
- mistrz Rosji: 2005
- zdobywca Pucharu Rosji: 2005